# Rymosia domestica
Rymosia domestica är en tvåvingeart som först beskrevs av Johann Wilhelm Meigen 1830.  Rymosia domestica ingår i släktet Rymosia och familjen svampmyggor. Inga underarter finns listade i Catalogue of Life.